# Fine stagione
Fine stagione (Utószezon) è un film del 1967 diretto da Zoltán Fábri.